# Підліснівська сільська рада
Підлі́снівська сільська́ ра́да — колишній орган місцевого самоврядування в Сумському районі Сумської області. Адміністративний центр — село Підліснівка.

## Загальні відомості
- Населення ради: 1 370 осіб (станом на 2001 рік)

## Населені пункти
Сільській раді підпорядковані населені пункти:
- с. Підліснівка
- с. Білоусівка
- с. Миловидівка
- с. Новомихайлівка
- с. Олександрівка
- с. Степне
- с. Червоний Кут

### Колишні населені пункти
- с. Любиме, зняте з обліку 1989 року

## Склад ради
Рада складається з 20 депутатів та голови.
- Голова ради: Козупиця Наталія Олексіївна
- Секретар ради: Чепульська Любов Анатоліївна

### Керівний склад попередніх скликань
| Прізвище, ім'я, по батькові      | Основні відомості                                                                       | Дата обрання | Дата звільнення |
| -------------------------------- | --------------------------------------------------------------------------------------- | ------------ | --------------- |
| Шевченко Юлія Вікторівна         | Сільський голова, 1974 року народження, позапартійна                                    | 26.03.2006   | 01.12.2007      |
| Максимова Світлана Олександрівна | Сільський голова, 1968 року народження, позапартійна                                    | 16.03.2008   | 31.10.2010      |
| Козупиця Наталія Олексіївна      | Сільський голова, 1973 року народження, освіта середня спеціальна, член Партії регіонів | 31.10.2010   |                 |

Примітка: таблиця складена за даними сайту Верховної Ради України